# Virtsu (Lääneranna)
Virtsu is een plaats in de gemeente Lääneranna, provincie Pärnumaa in Estland. Het is de enige nederzetting van Lääneranna met de status van 'alevik' (vlek).
Tot in oktober 2017 behoorde Virtsu tot de gemeente Hanila. In die maand ging Hanila op in de fusiegemeente Lääneranna.

## Bevolking
Het dorp had 539 inwoners op 31 december 2011 en 481 inwoners op 31 december 2021.

## Ligging
De plaats ligt aan de Suur väin, de zeestraat tussen het eiland Muhu en het Estische vasteland.
De Põhimaantee 10, de weg naar onder meer Kuressaare op het eiland Saaremaa, komt door Virtsu. De weg wordt in Virtsu onderbroken. Tussen Virtsu en Kuivastu op het eiland Muhu vaart een veerdienst; op Muhu gaat de weg verder.
In de jaren 1931-1968 bestond er een smalspoorlijn van Rapla naar Virtsu.

## Foto's

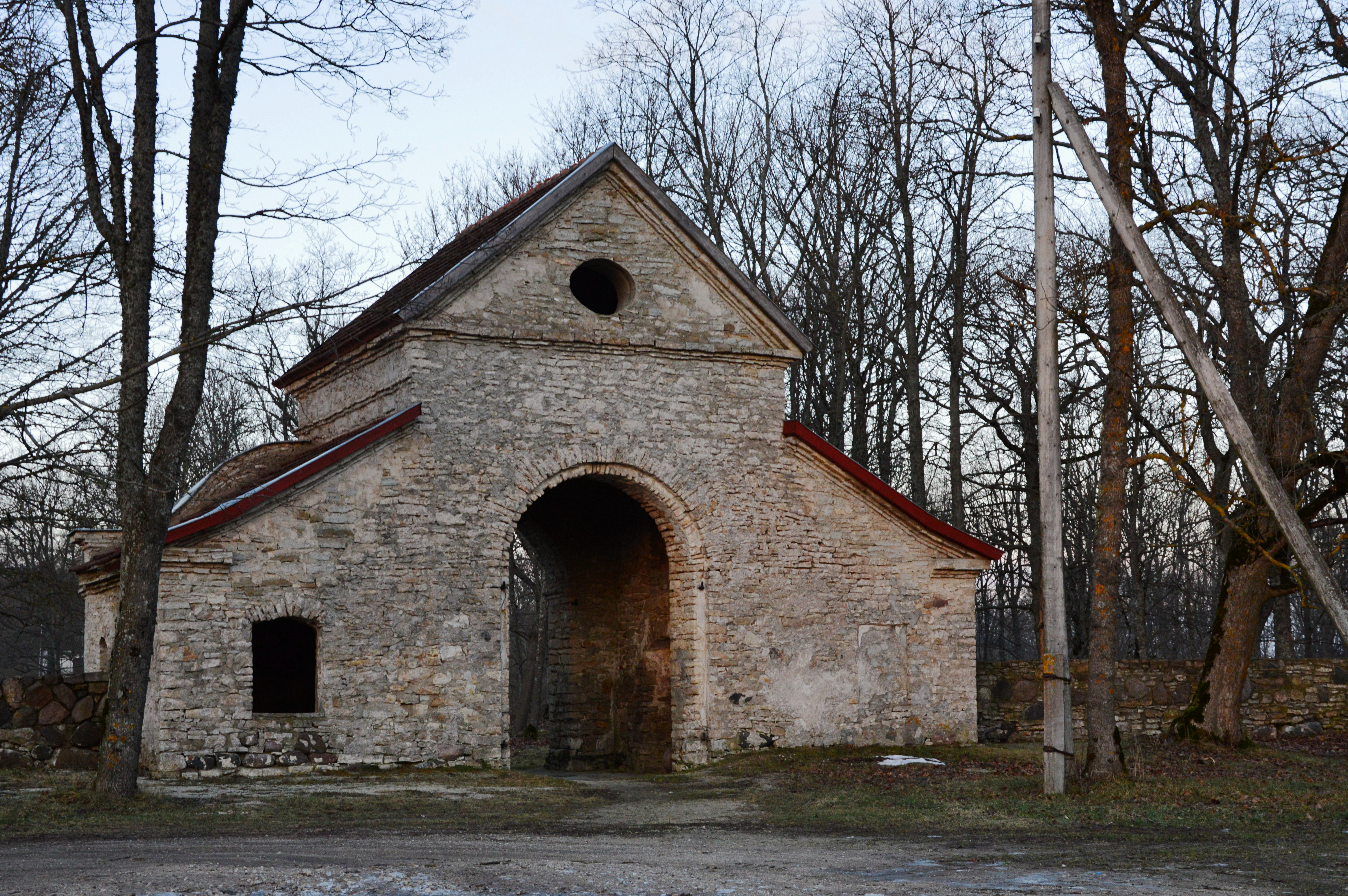
Toegangspoort tot het park rond het verdwenen landhuis
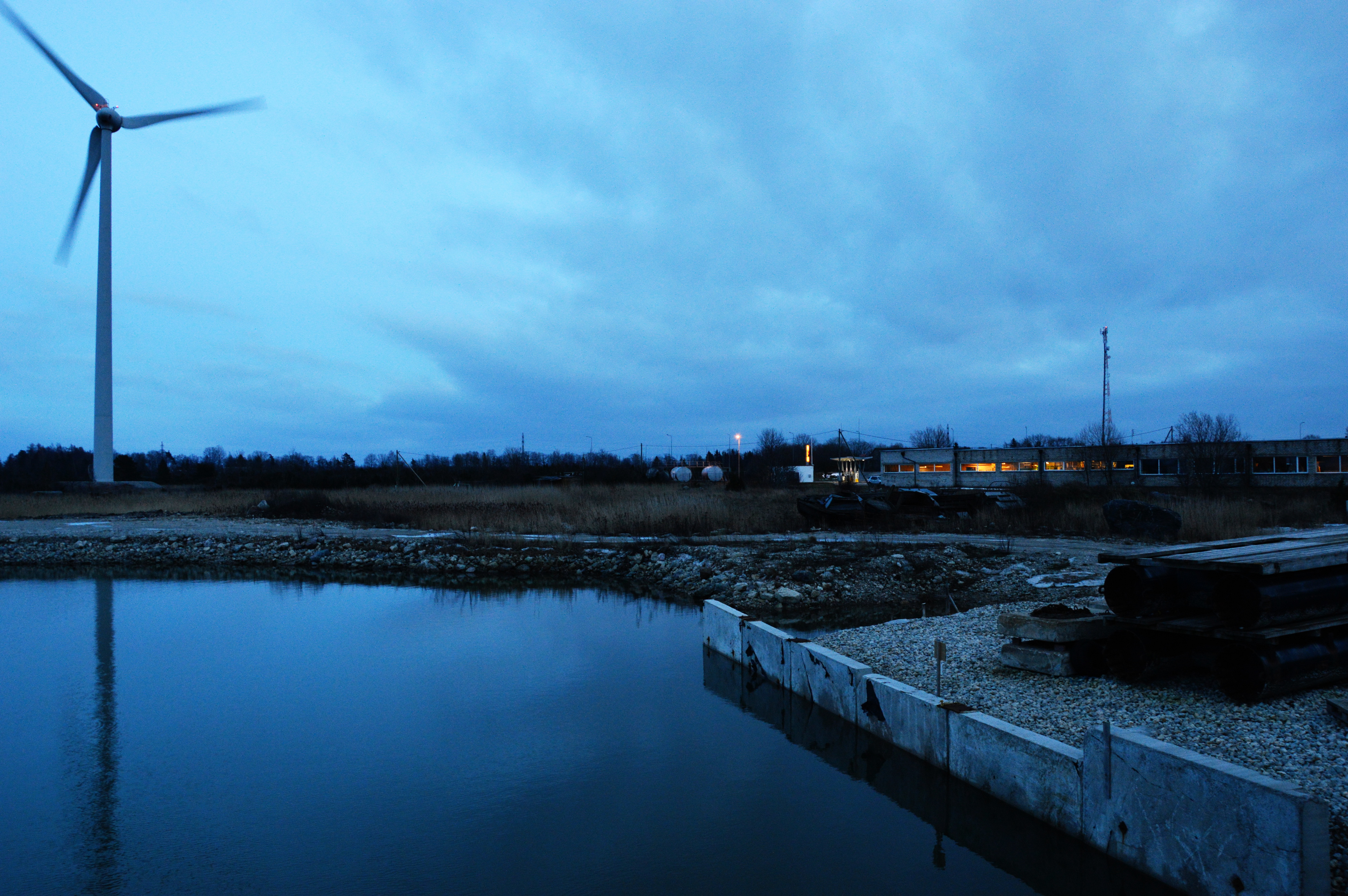
Vissershaven
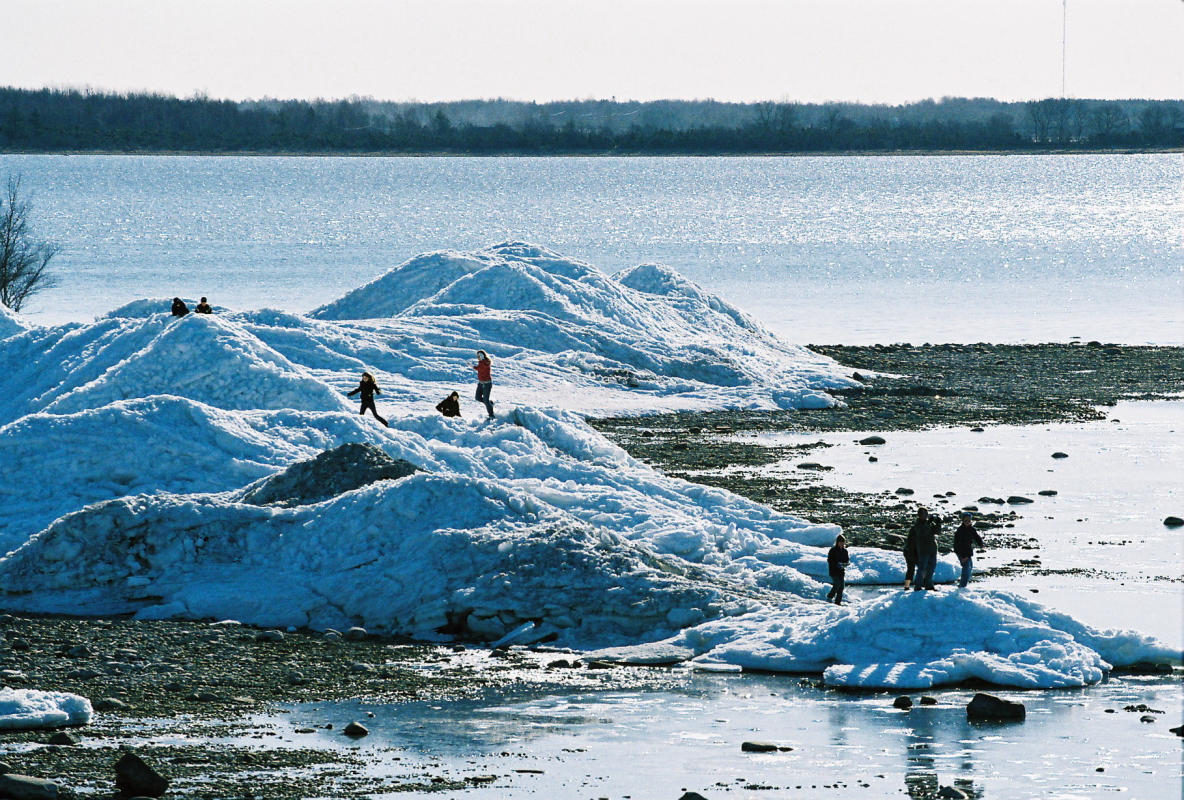
Puhtulaid, een schiereiland dat bij Virtsu hoort, in de winter
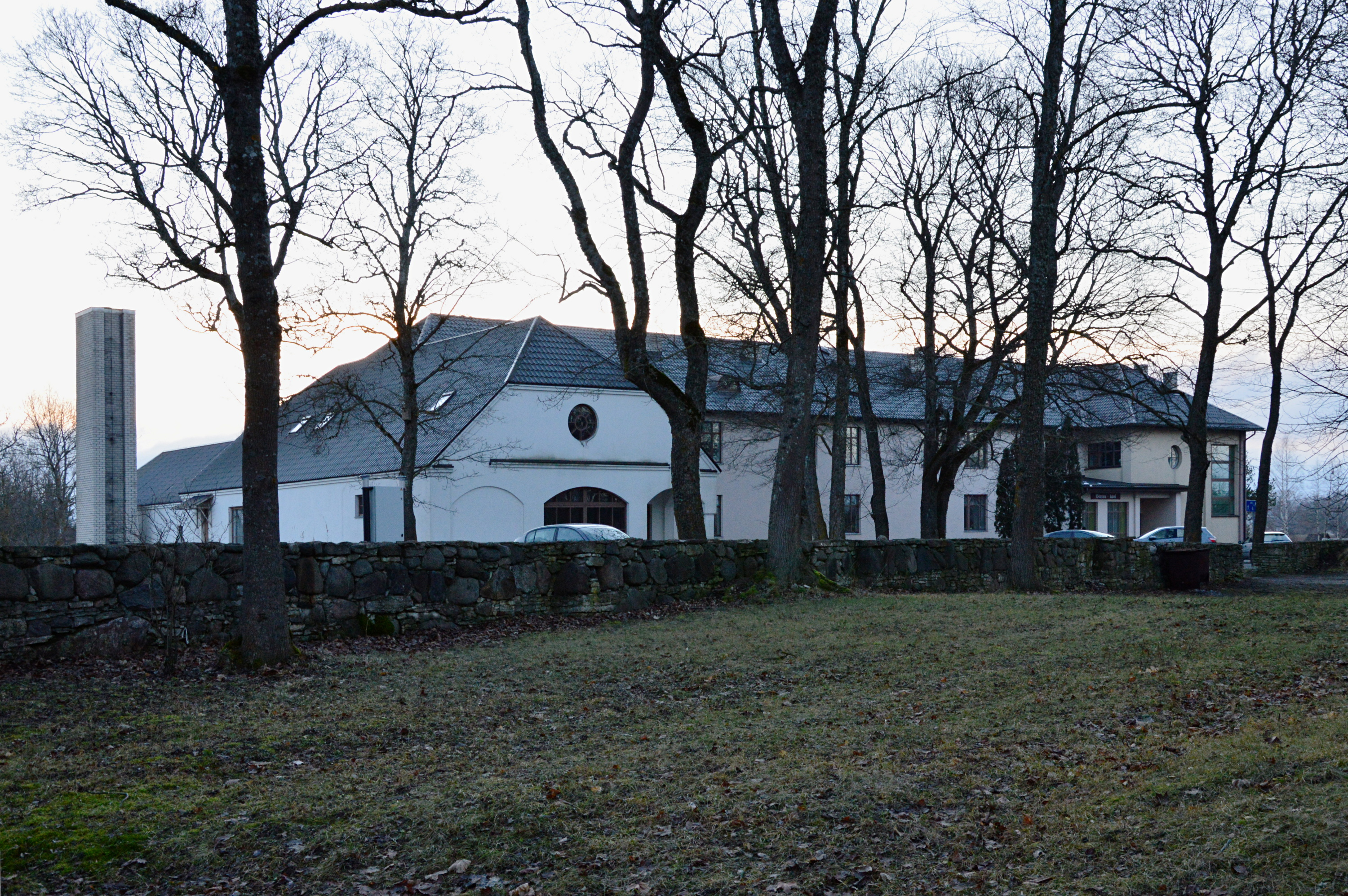
De plaatselijke school